# Nina Matwijenko

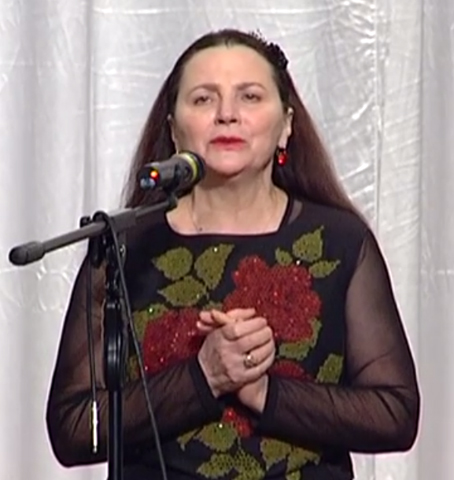
Nina Matwijenko, 2012

Nina Mytrofaniwna Matwijenko (ukrainisch Ніна Митрофанівна Матвієнко; * 10. Oktober 1947 in Nedilyschtsche, Oblast Schytomyr, Ukrainische SSR; † 8. Oktober 2023) war eine ukrainische Sängerin.

## Leben
Von 1958 an ging Nina Matwijenko in einem Internat im Dorf Potijiwka (Rajon Schytomyr) zur Schule. Ab 1966 sang sie im Kiewer ukrainischen Chor „Hryhorij Werowka“, in dem sie von 1968 bis 1991 Solistin war.
Nina Matwijenko beendete 1975 ihr Studium der ukrainischen Philologie an der Universität Kiew. 1978 gewann sie den unionsweiten Wettbewerb „Junge Stimmen“ und 1979 den All-Union-Fernsehwettbewerb „Mit einem Lied zum Leben“.
Ihr Repertoire umfasst viele Volkslieder, Balladen und ukrainische Lieder des 17. und 18. Jahrhunderts. Sie trat unter anderem in den Vereinigten Staaten, Kanada, Lateinamerika, Korea, Finnland und Frankreich auf. Während der russischen Invasion in der Ukraine (2022) wurde ihre Aufführung von Jewhen Stankowytschs Opernballett Wenn der Farn blüht, das ursprünglich 2017 nach einem Verbot während der Sowjetzeit uraufgeführt worden war, von der Lemberger Nationaloper im Internet in einer Liveübertragung wiederveröffentlicht.
Sie starb am 8. Oktober 2023, zwei Tage vor ihrem 76. Geburtstag.

## Ehrungen
Nina Matwijenko erhielt zahlreiche Ehrungen, darunter:
- 1985 Volkskünstler der Ukraine[2][5]
- 1988 Taras-Schewtschenko-Preis
- 2006 Held der Ukraine
- 2016 Ehrenbürger von Kiew[6]